# Річард Саймон
Річард Лео Саймон (англ. Richard Leo Simon; 6 березня 1899 — 29 липня 1960) — американський книговидавець. Він був випускником Колумбійського університету, співзасновником видавництва Simon & Schuster і батьком співачки та автора пісень Карлі Саймон.

## Жиццєпис

### Раннє життя
Річард Лео Саймон народився 6 березня 1899 року в єврейській родині в Нью-Йорку. Його батько, Лео Сімон, був багатим виробником пір'я та шовку та модистом німецько-єврейського походження, а мати, Анна (Майєр), була єврейською іммігранткою з Німеччини.
Він був старшим з п'яти братів і сестер (Генрі, Альфред, Джордж і Єлизавета), які всі були названі на честь британських монархів. Його брат Джордж Т. Саймон деякий час був джазовим барабанщиком у Гленна Міллера, а потім критиком, редактором журналу та автором книг про джаз, зокрема про біг-бенди та епоху свінгу. Його брат Генрі В. Саймон був професором англійської мови в педагогічному коледжі Колумбійського університету, потім критиком класичної музики в газеті PM і автором багатьох книг про оперу. Згодом він став редактором і віце-президентом у Simon & Schuster. Його брат Альфред був піаністом-репетитором у Гершвінів, програмістом легкої опери та шоу-музики для WQXR, а також автором низки книг про музичний театр. Його сестра Елізабет Селігман була одружена з Артуром Селігманом, лікарем. Батьки Саймона приєдналися до руху «Етична культура», який наголошував на загальнолюдській моралі, і відправили Саймона до Школи етичної культури, а потім до Колумбійського університету.
Саймон служив у Першій світовій війні, а після повернення до Сполучених Штатів, будучи талановитим гравцем на фортепіано, працював продавцем фортепіано, перш ніж розпочати кар’єру видавця.
Кар'єра Саймон почав свою кар'єру як імпортер цукру, а потім став продавцем піаніно. Під час продажу піаніно він познайомився з Максом Шустером. Потім Саймон став продавцем у видавництві Boni & Liveright, де швидко піднявся до менеджера з продажу.
Саймон зібрав 8000 доларів разом з Максом Шустером, щоб опублікувати першу книгу кросвордів у 1924 році.
Саймон був піонером у підкресленні маркетингу, мерчандайзингу, просування та реклами для книготорговців. Саймон писав щотижневу колонку та рекламний ролик у Publishers Weekly під назвою Inner Sanctum. Його партнер Макс Шустер написав однойменну колонку для The New York Times. Ця назва була також назвою редакційної кімнати між їхніми офісами.[4]
Майкл Корда сказав, що коли він прийшов працювати редактором у Simon and Schuster у 1958 році, він знайшов на своєму столі бронзову табличку, розроблену Річардом Саймоном, із написом: «Дайте читачеві відпочити». Це було нагадуванням кожному редактору, що його робота полягає в тому, щоб зробити речі максимально простими та зрозумілими для читача.[5]
Саймон вийшов на пенсію в 1957 році після двох серцевих нападів.

## Особисте життя
3 серпня 1934 Саймон одружився з Андреа Хайнеманн, яка працювала оператором комутатора в Simon & Schuster. Виросла у Філадельфії, Андреа була дочкою кубинського походження, матері-католички Асунсьйон Марії дель Ріо та німецькомовного швейцарського батька, який покинув сім'ю. (Андреа також стверджувала, що вона частково «мавританського» походження, виходячи з екзотичної зовнішності її матері, але насправді була афро-кубинського походження).
У них було четверо дітей: Джоанна Саймон, колишня оперна співачка мецо-сопрано та агент з нерухомості в Нью-Йорку Автор музики Бродвею Люсі Саймон співачка і автор пісень Карлі Саймон Всесвітньо відомий фотограф Пітер Саймон (1947–2018).